# جف دونهام
جف دونهام (بالإنجليزية: Jeff Dunham)‏ واسمه الكامل جيفري ويليام روبنسون دونهام (بالإنجليزية: Jeffrey William Robinson Dunham)‏ ممثل كوميدي أمريكي متخصص في كوميديا الوقوف والكلام من البطن وصاحب حضور في عدة مسلسلات تلفزيونية أمريكية ولد في 18 أبريل 1962 في مدينة دالاس بولاية تكساس الأمريكية.

## روابط خارجية
- جف دونهام على موقع IMDb (الإنجليزية)
- جف دونهام على موقع روتن توميتوز (الإنجليزية)
- جف دونهام على موقع ألو سيني (الفرنسية)
- جف دونهام على موقع ميوزك برينز (الإنجليزية)
- جف دونهام على موقع تيرنر كلاسيك موفيز (الإنجليزية)
- جف دونهام على موقع أول موفي (الإنجليزية)
- جف دونهام على موقع قاعدة بيانات الأفلام السويدية (السويدية)
- جف دونهام على موقع إن إن دي بي (الإنجليزية)
- جف دونهام على موقع ديسكوغز (الإنجليزية)
- جف دونهام على موقع قاعدة بيانات الفيلم (الإنجليزية)